# Мончино
Мончино — деревня в Краснинском районе Смоленской области России. Входит в состав Волковского сельского поселения. Население — 6 жителей (2007 год). 
Расположена в западной части области в 17 км к востоку от Красного, в 11 км южнее автодороги Р135 (Смоленск - Красный - Гусино), на берегу реки Спадцкая. В 23 км севернее деревни расположена железнодорожная станция Катынь на линии Москва — Минск. 

## История
В годы Великой Отечественной войны деревня была оккупирована гитлеровскими войсками в июле 1941 года, освобождена в сентябре 1943 года.